# Bemlos tigrinus
Bemlos tigrinus är en kräftdjursart som först beskrevs av A. A. Myers 1979.  Bemlos tigrinus ingår i släktet Bemlos och familjen Aoridae. Inga underarter finns listade i Catalogue of Life.